# Seznam azerbajdžanskih šahistov
Seznam azerbajdžanskih šahistov.

## A
- Farid Abbasov
- Khayala Abdulla
- Gamil Agamaliev

## G
- Vugar Gashimov
- Aidyn Guseinov

## H
- Faiq Hasanov
- Qadir Huseynov

## I
- Sabina Ibrahimova

## K
- Ilaha Kadimova
- Gari Kasparov (judovsko-armensko-azerbajdžansko-ruski)

## M
- Elmar Magerramov
- Vladimir Makogonov
- Nidjat Mamedov
- Rauf Mamedov
- Shakhriyar Mamedyarov
- Zeinab Mamedyarova
- Gunay  Mammadzada
- Azer Mirzoev

## R
- Teimour Radjabov (Tejmur Radžabov)

## S
- Eltaj Safarli
- Ajnur Sofijeva